# Hào khí ngất trời
PEACE MAKER Kurogane (Nhật: PEACE MAKER鐵 Hepburn: Pīsu Meikā Kurogane) là một bộ manga của tác giả Kurono Nanae (黒乃 奈々絵) sáng tác từ năm 2001 đến năm 2020, thuộc thể loại hành động, lịch sử. Nguyên gốc truyện là Shinsengumi Imon PEACE MAKER (新撰組異聞PEACE MAKER Shinsengumi Imon Pīsu Meikā) do Kurono sáng tác trước đó đã được xuất bản bởi Enix trong tạp chí Gangan Comics từ năm 1999 đến năm 2001.
Tại Việt Nam truyện từng được Công ty Vàng Anh mua bản quyền và Nhà xuất bản Văn hóa Thông tin phát hành với tên Hào khí ngất trời, nhưng bị cắt bớt chỉ còn 8 tập, nội dung chủ yếu nói về nhóm Shinsengumi giai đoạn từ năm 1863 cho tới lúc xảy ra Sự kiện Ikedaya. Công ty Vàng Anh ngưng hoạt động từ năm 2013.

## Tóm tắt nội dung
Vào mùa xuân năm 1863, cậu thiếu niên Ichimura Tetsunosuke (gọi tắt là Tetsu-kun) 15 tuổi, cầm bảng tuyển mộ chạy tới nơi ở của Shinsengumi (nhóm Tân Tuyển) để xin gia nhập, bất chấp sự ngăn cản của anh trai là Tatsunosuke. Nhưng các binh sĩ gác cổng lại chê cậu... lùn quá (hay nói cách khác là giống con nít) nên không cho gia nhập và đuổi đi. Thì ra Tetsu kiên quyết muốn gia nhập Shinsengumi vì muốn tìm ra kẻ đã giết cha mẹ mình 2 năm trước, bởi kẻ đó thuộc phe Chousu (Trường Châu), đối thủ của Shinsengumi. Sau đó, hai anh em họ tình cờ gặp một chàng trai chừng 20 tuổi, có mái tóc đen dài cột ngang lưng, áo trắng toát và khuôn mặt thanh tú (trong manga/anime thì đôi khi NV này rất giống con gái). Đặc biệt anh ta có một con heo nhỏ tên Saizo, nhưng tính tình của nó giống... chó hơn là giống heo! Anh chàng lạ mặt đã giúp Tetsu được vào Shinsengumi, sau đó cậu và anh trai mới biết đó chính là Okita Soji - đội trưởng đội 1 của nhóm Shinsengumi. Ở Shinsengumi, Tetsu gặp được rất nhiều người thú vị. Đó là Sanosuke Harada (đội trưởng đội 10), Shinpachi Nagakura (đội trưởng đội 2), Heisuke Todou (đội trưởng đội 8)... Nhưng tiếc thay, Tetsu không được chiến đấu như một samurai mà bị làm thị đồng (còn gọi là người hầu) cho phó cục trưởng Hijikata Toshizo, người có biệt danh Phó cục trưởng ác quỷ. Dần dần, tài năng kiếm thuật của Tetsu được phát hiện và rèn luyện. Cuối cùng cậu cũng được tham gia vào trận đánh tại quán trọ Ikedaya với tư cách một samurai chứ không phải là thị đồng.
Mới đầu Tetsu cực kì thất vọng về Shinsengumi, đặc biệt cậu rất bất mãn phó cục trưởng Hijikata. Sau này, cậu thấu hiểu và cảm phục lý tưởng, lòng trung thành và tinh thần cao cả của họ. Sau khi trả thù xong, Tetsu vẫn quyết tâm ở lại với nhóm Shinsengumi, sống chết với lý tưởng đó đến cùng. Tuy nhiên, cậu thề rằng sẽ không bao giờ giết người nữa.

## Nhân vật

### Shinsengumi
- Ichimura Tetsunosuke (市村 鉄之助): Người gầy, tóc đỏ, chiều cao khiêm tốn, 15 tuổi. Cha mẹ đều bị giết chết bởi 1 thành viên của Chousu 2 năm trước nên cậu gia nhập Shinsengumi với mục đích báo thù. Cậu còn có một người anh làm kế toán trong Shinsengumi là Ichimura Tatsunosuke. Vì thân hình nhỏ bé nhiều so với tuổi 15 của mình, Tetsu thường hay bị nhận lầm là con nít. Những khi bị như thế, cậu rất tức giận và gào toáng lên. Tetsu có ưu điểm là rất tốt bụng, lạc quan, dễ gần và nghĩa hiệp. Thế nhưng, cậu lại mắc chứng ám ảnh nặng nề sau cái chết của cha mẹ.

Có lẽ ít người ngờ được Tetsu là một nhân vật lịch sử có thật. Cậu bé chính là đội viên thân cận nhất phục vụ Hijikata Toshizo. Ngày 5/5/1869, Hijikata bại trận tại Hakodate và biết mình sắp chết, anh đã nhờ Tetsunosuke Ichimura mang những kỉ vật về cho gia đình anh rể ở Hino. Những thứ đó gồm: Thanh kiếm Katana, ảnh chụp chân dung, 1 lọn tóc, 1 bức thư và 1 bài thơ tử.
- Okita Souji (沖田 総司): Đội trưởng đội 1. Người tầm thước, tóc dài ngang lưng màu đen xanh, khuôn mặt đẹp và thanh tú. Đây là một người rất tốt bụng, vui vẻ, hay cười. Tuy nhiên đôi lúc anh ta bộc lộ một tính cách khác khi chiến đấu: lạnh lùng, tàn nhẫn, không nương tay với bất cứ ai. Okita chỉ thích 2 thứ trên đời là trẻ con và đồ ngọt. Okita Souji là cao thủ trẻ tuổi nhất của môn phái Tennen Rishin-Ryu, anh tập kiếm khi mới 9 tuổi và là thiên tài hiếm có về kiếm thuật. Tetsu kính phục và yêu mến Okita nhất trong những người ở Shinsengumi. Okita rất quan tâm tới Tetsu, nhiều lúc khi xem anime, người ta dễ nhầm anh là một... người chị dịu hiền của cậu bé.
- Hijikata Toshizo (土方 歳三): Phó cục trưởng của Shinsengumi, tóc nâu, người cao lớn, khuôn mặt cau có, hay la mắng người khác. Anh ta thích mặc áo đen và làm thơ haiku. Hijikata cấm Tetsu đụng đến kiếm vì anh không muốn cậu trở thành sát thủ (như Okita giải thích thì "Hijikata không muốn Tetsu phải kết thúc giống như Okita"). Trong anime, có một cảnh rất thú vị: Okita lấy cắp tập thơ haiku của Hijikata,làm anh ta nổi giận tới nỗi dùng kiếm chém nát cái bàn gỗ của mình. Sau đó Okita đưa tập thơ đó cho Tetsu, Hijikata điên cuồng rượt theo Tetsu để đòi lại. Rồi cậu bé Tetsu lại giao cho Harada và Nagakura. Bọn họ cười như điên khi đọc tập thơ mà không để ý Hijikata đang đứng sau lưng với ngọn lửa giận cao... 3 mét! Kết quả là Hijikata đã đuổi Tesu và hai người ấy chạy vòng quanh thôn Mibu (đoạn này được coi là hài nhất anime).
- Kondo Isami (近藤 勇): Cục trưởng tối cao của Shinsengumi, lớn hơn Hijikata 1 tuổi. Ông là con người rất dễ chịu, nhân ái ôn hoà. Chính Kondo đã phát hiện ra tài năng kiếm thuật tiềm ẩn của Tetsu và cho cậu gia nhập nhóm Shinsen.
- Yamanami Keisuke (近藤 勇): Còn có biệt danh là Sannan. Phó cục trưởng thứ hai của Shinsengumi nhưng tính cách trái ngược với Hijikata. Yamanami luôn đeo kính cận, có kiến thức sâu rộng, tính hiền hậu vui vẻ giống Kondo. Ông rất được mọi người yêu mến và kính trọng. Lúc đầu gặp Tesu, Yamanami đã nhầm cậu là đứa trẻ mới có 10, 11 tuổi, khiến Tetsu tức điên.
- Nagakura Shinpachi (永倉 新八): Đội trưởng đội 2, chiều cao cỡ của Tetsu, tóc đỏ, mặt có tàn nhang và dán băng ở mũi. Đây là một con người vui vẻ, tinh nghịch, là cặp bài trùng quậy với Harada Sanosuke và Toudo Heisuke.
- Toudo Heisuke (藤堂 平助): Đội trưởng đội 8. Người gầy, tóc nâu búi cao. Anh có tính tình thân thiện và thẳng thắn, rất chất phác thật thà.
- Harada Sanosuke (原田 左之助): Đội trưởng đội 10. Người cao to, đầy sẹo và vô cùng lực lưỡng. Có thể nói anh là nhân vật ngang tàng, tếu quậy nhất trong các nhân vật. Tuy rất quậy nhưng Sanosuke cũng vô cùng nghĩa hiệp và thẳng tính.
- Yamazaki Susumu (山崎 烝): Là mật thám - ninja quan trọng của Shinsengumi. Anh rất được Phó cục trưởng Hijikata tin tưởng. Yamazaki có mái tóc đen tua tủa, khuôn mặt nghiêm nghị và mắt mhỏ xếch. Anh thường trà trộn vào các quán xá, nhà trọ để lấy thông tin. Những lúc ấy, Yamazaki cải trang thành cô thợ làm tóc xinh đẹp quyến rũ có tên Yumi (nghe nói anh lấy hình mẫu cô gái này từ chị của mình).
- Yamazaki Ayumu (山崎 歩): Chị ruột của Susumu. Mọi người trong Shinsengumi hay gọi cô là Ayu-nee (chị Ayu). Ayumu có mái tóc đen dài luôn cột gọn gàng, đôi mắt to và đặc biệt, cô còn có một nốt ruồi duyên ở gần miệng. Cô là người con gái xinh đẹp, đảm đang, hiền dịu và dễ mến, cô vừa là quản gia, vừa là người mẹ tinh thần của những thành viên Shinsengumi. Thỉnh thoảng, Ayumu lại bộc lộ một tính cách hoàn toàn khác - thâm trầm, nghiêm nghị, kiên cường và rất bí ẩn. Mối quan hệ của Ayumu với Susumu được giữ kín để cho Susumu dễ dàng làm nhiệm vụ hơn. Không ai biết rằng Ayumu cũng là một mật thám và ninja tài giỏi, chẳng kém gì em trai. Tuy nhiên, Ayumu đã hi sinh sau khi bị kẻ thù phát hiện thân phận. Chúng đã tra tấn cô đến chết rồi quẳng ra đường giữa cơn mưa tầm tã.

### Bạn bè
- Saya (沙夜): Cô bé câm làm việc ở kĩ viện Shimabara, là tì nữ thân cận của geisha Akesato. Tetsu từng cứu cô khỏi bọn lưu manh trên đường, từ đó hai người kết bạn với nhau. Saya có mái tóc nâu cắt kiểu búp bê, đôi mắt to màu nâu xám và khuôn mặt trái xoan dễ thương. Hình như Tetsu có tình cảm đặc biệt với cô bé này và cô cũng rất mến cậu.
- Hana: Cũng như Saya, là tì nữ của Akesato. Trái ngược Saya nhút nhát, Hana rất đáo để, tràn đầy sức sống. Cô bé và Saya đều mồ côi cha mẹ nên phải vào làm ở Shimabara.
- Akesato (沙夜): Geisha ở kĩ viện Shimabara, Kyoto. Cô là đàn chị của Saya và cũng chính là người yêu của Yamanami. Thân phận thật của Akasato là một ninja nước ngoài có mái tóc vàng. Trong trận đánh Ikedaya, Akesato đã đánh nhau một trận ác liệt với Susumu, sau vụ đó, cô bị thương khá nặng ở đầu.

### Chousu
- Yoshida Toshimaro (吉田 稔麿): Kẻ thù đã giết cha mẹ của Tetsu. Sau này y đã bị Okita Soji giết chết trong trận Ikedaya.
- Kitamura Suzu (北村 鈴): Đệ tử của Yoshida. Cậu ta tình cờ quen biết Tetsu khi cả hai giành nhau mua một thanh kiếm. Đáng lẽ hai người có thể trở thành bạn tốt của nhau nếu như họ không ở hai phe đối địch. Ngay sau khi trận Ikedaya Jiken kết thúc, Suzu liều mạng trở lại quán trọ, trước mắt cậu, là cái thây của Yoshida mất đầu. Tetsu đang tra kiếm, quay người đi, không kịp thấy cậu. Cậu ngỡ ngàng nhận ra chiếc áo Shinsengumi mà Tetsu đang mặc, Tetsu là đối thủ của cậu, là người giết chết sensei cậu là Yoshida, không phải là bạn cậu. Đau khổ lại càng đang khổ hơn, Suzu dùng khăn, gói đầu Yoshida và bỏ chạy. Ở tập cuối của anime, trong ánh pháo hoa tưng bừng của lễ hội, cả nhóm Shinsen vui cười chức mừng nhau chiến thắng, thì trong một con hẻm nhỏ, Suzu ngồi đơn độc, tay ôm chiếc đầu của Yoshida.

## Nhận xét
PEACE MAKER Kurogane như một bản bi hùng ca, không chỉ về nhóm Shinsen, mà còn về những con người thời đó. Nếu Kaze Hikaru chỉ dùng bối cảnh lịch sử để diễn tả mối tình của cô bé Sei đối với Okita Souji, thiên quá nhiều về shoujo, thì "PEACE MAKER Kurogane" sẽ làm cho các chàng trai hài lòng về đặc tính shounen mãnh liệt của nó. Bạo lực và tàn nhẫn của thời loạn, tất cả được phơi bày khá rõ dưới nét vẽ của một mangaka nữ là Nanae Chorono, thật đáng phục thay.
Anime làm rất đẹp, từ thiết kế nhân vật, động hình, nhạc phim, đều không chê vào đâu được. chỉ đáng tiếc, khi xem, cảm giác nó quá ngắn. Nhưng khi tôi hỏi những người đã xem anime họ có muốn xem tiếp không? thì câu trả lời là "không". "Tại sao?". Bởi vì họ biết rằng, kết thúc của nó sẽ chỉ là tấm bi kịch. Kondo bị chặt đầu, Okita chết sớm vì lao phổi, Hijikata đơn thương độc mã tấn công vào trại địch và bị bắn chết, cái chết oanh liệt như một samurai mà anh hằng mong muốn. Tất cả mọi người trong Shinsengumi, trừ Saito Hajime, đều hi sinh.